# Lavoir

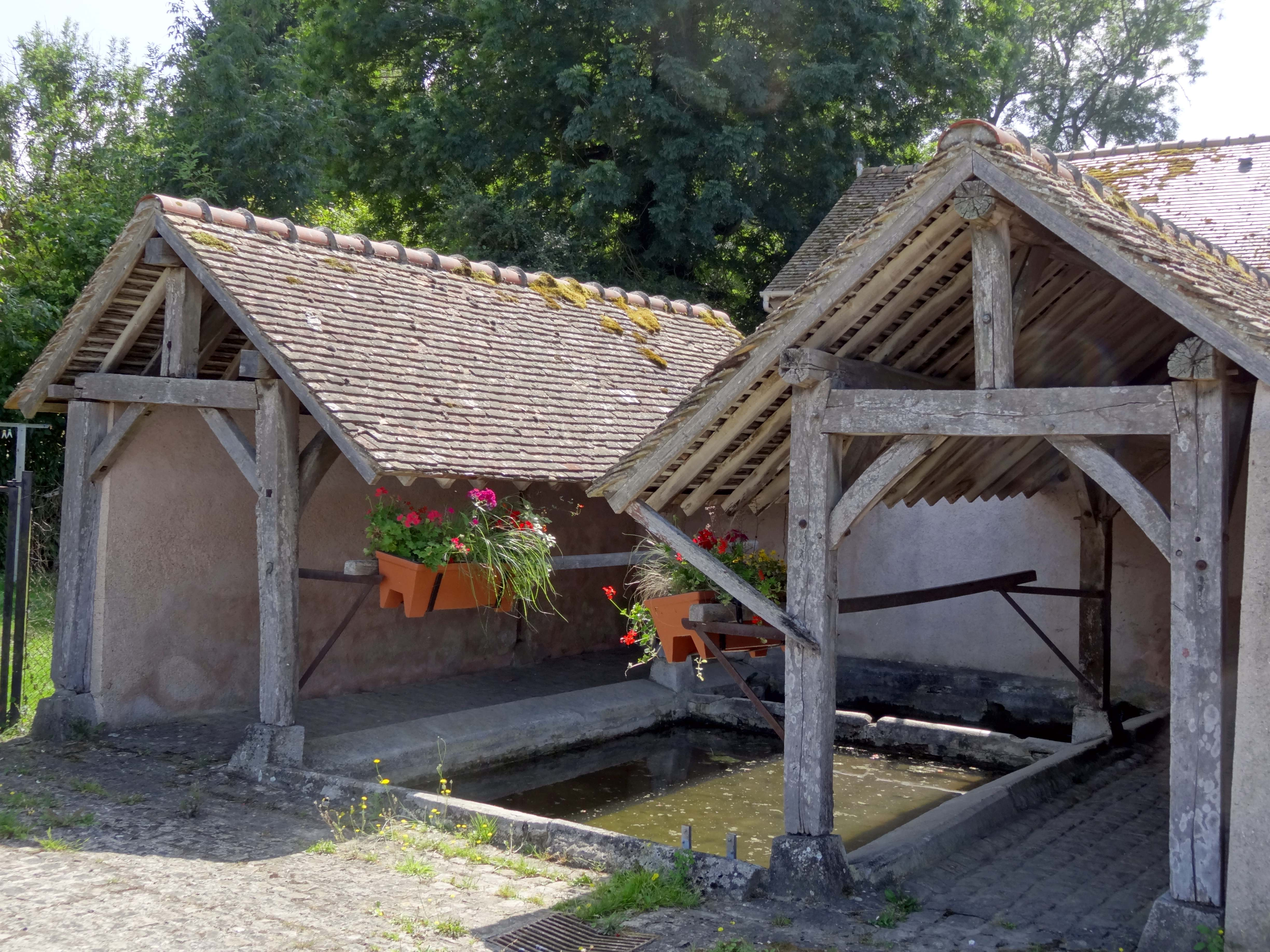
Das Waschhaus im Weiler Breuil bei Saint-Clair-sur-Epte gilt als eins der ältesten in Frankreich.

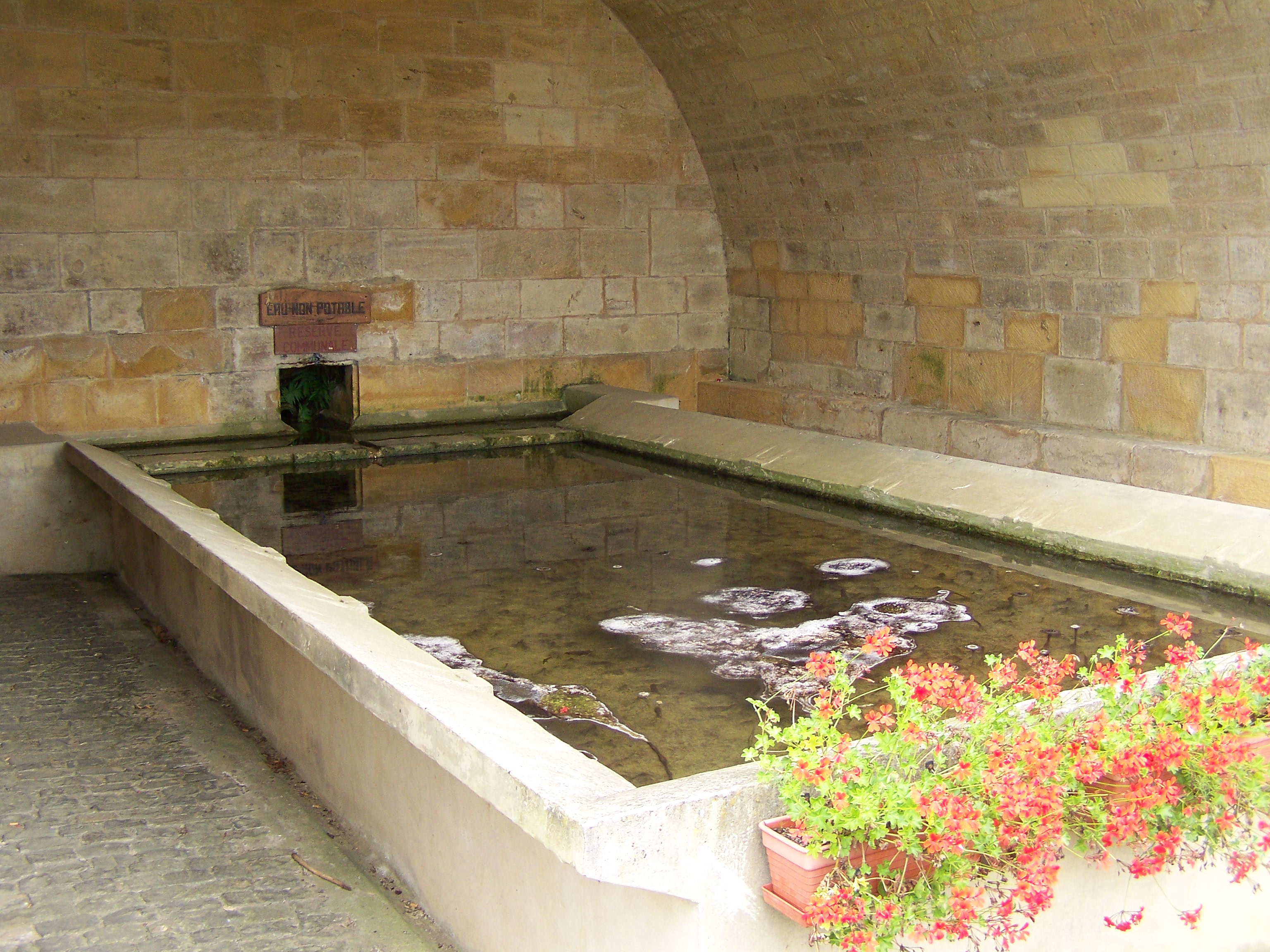
Lavoir in Chenières (Département Meurthe-et-Moselle)

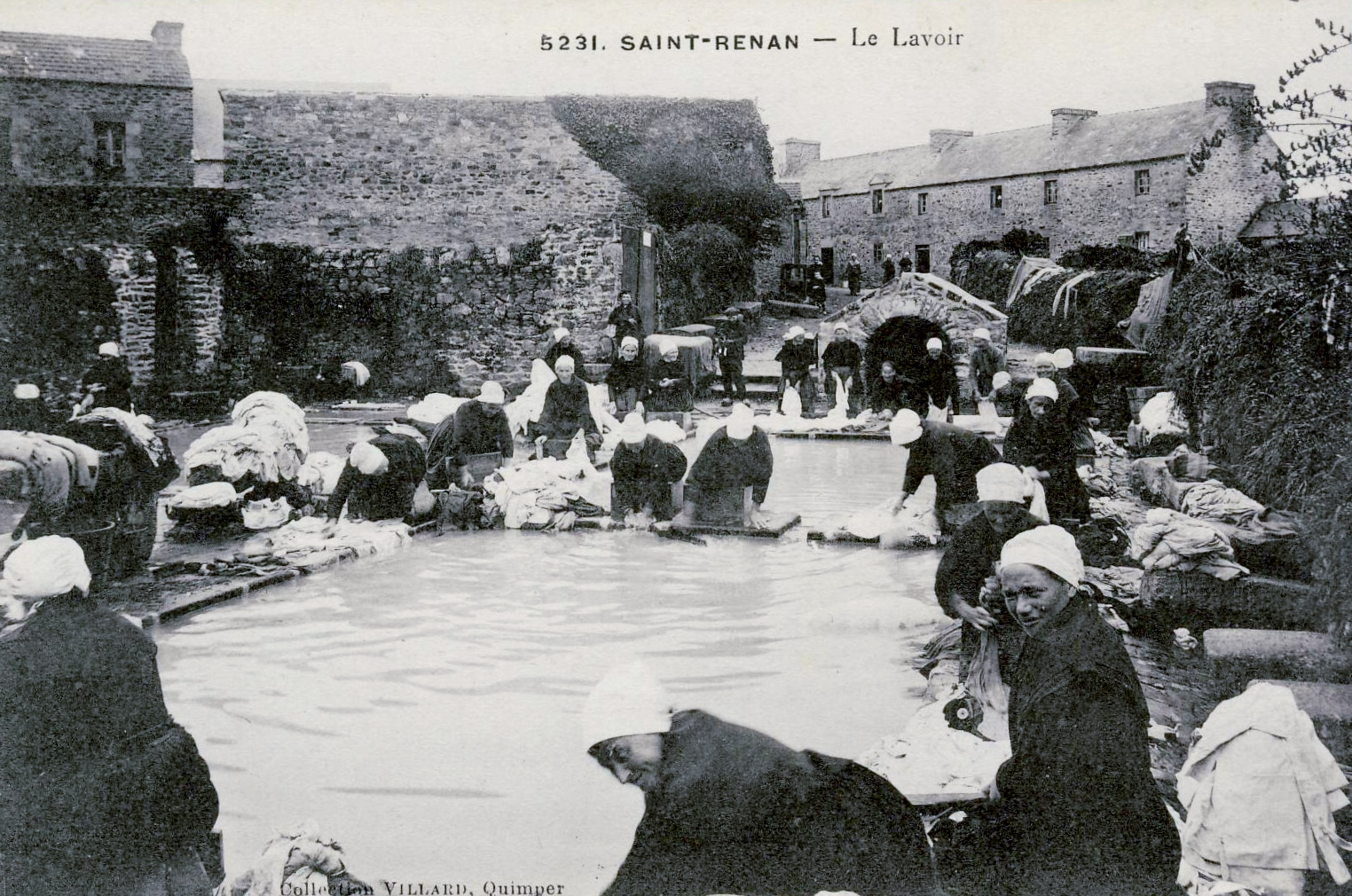
Ansichtskarte mit waschenden Frauen im Waschhaus von Saint-Renan (um 1920)

Als Lavoir werden im französischen Sprachraum öffentliche, meist überdachte Waschplätze bezeichnet. Im deutschen Sprachraum wird meist der Begriff Waschhaus verwendet. In Österreich werden auch Waschschüsseln als Lavoirs bezeichnet.

## Geschichte
Die Geschichte der überdachten Waschhäuser reicht nach heutigem Kenntnisstand bis ins 18. Jahrhundert zurück. Im Mittelalter und der frühen Neuzeit wuschen die Frauen die Wäsche auf Steinen an Bächen oder Flüssen. Im Zuge der industriellen Revolution und der damit verbundenen Verschmutzungen entstanden gegen Ende des 18. Jahrhunderts erstmals in größerer Zahl überdachte Bauten. Damit sollte die Gefahr von Epidemien reduziert werden.
Der Bau der Waschhäuser wurde im Regelfall aus der jeweiligen Gemeindekasse finanziert, denn das oft – nach der Auffassung von kirchlichen und behördlichen Autoritäten – allzu offenherzige und freizügige Verhalten der Waschfrauen sollte unterbunden oder zumindest hinter Mauern und heruntergezogenen Dächern versteckt werden.

## Formen

### Lage
Die Waschhäuser lagen meist an einem Bach oder an einem Fluss und befanden sich – wie auch Gerbereien – in der Regel am Ortsausgang. Da die Städte immer größer wurden, mussten zunehmend auch innerstädtische Lavoirs geduldet werden. Einige Lavoirs befanden sich auch in unmittelbarer Nähe einer Quelle; nur in seltenen Fällen wurden Lavoirs mittels Brunnenwassers versorgt.

### Funktion
Allen Lavoirs gemeinsam sind zwei oder mehr Waschplätze mit in das Becken geneigten Waschsteinen, auf denen die Wäsche mit hölzernen Schlägern oder mit der Hand bearbeitet wurde. Bürsten waren zu dieser Zeit kaum in Gebrauch. Unterschiede bestehen vor allem in der Höhe der Waschsteine. So mussten die Wäscherinnen in vielen Lavoirs die Wäschestücke kniend waschen, während besser ausgestattete Waschhäuser die Arbeit im Stehen ermöglichten.
Da Männer in den Waschhäusern nicht zugelassen waren, boten die Waschhäuser neben ihrer eigentlichen Funktion den Frauen einen ungestörten Ort für ihre Kommunikation, die auch aus informellem Klatsch und Tratsch bestehen konnte – daher stammt der abwertende Vergleich „geschwätzig wie ein Waschweib“.

### Bautypen
Die Außenwände der Waschhäuser konnten aus Stein gemauert oder aus Fachwerk errichtet sein. Oft waren die Gebäude auch halboffen. Zur Überdachung der Waschhäuser verwandte man meist Holzkonstruktionen; gemauerte Bögen waren die Ausnahme. Seit dem 19. Jahrhundert gab es – ähnlich wie bei den französischen Markthallen (halles) – auch gusseiserne Stützkonstruktionen.
Eine Besonderheit stellen Waschschiffe an Flüssen dar, wie sie beispielsweise in Paris, Genf oder Lyon bestanden. Diese wurden erstmals um das Jahr 1850 an der Mayenne errichtet und verfügten über Kohleöfen, um das Flusswasser zu erhitzen.

## Tourismus
Heute noch erhaltene Lavoirs gelten als Sehenswürdigkeiten vieler Gemeinden. Viele Lavoirs sind inzwischen als Monument historiques auf der Liste der Baudenkmäler in Frankreich verzeichnet (Beispiel:neoklassizistisches Waschhaus in Loray).

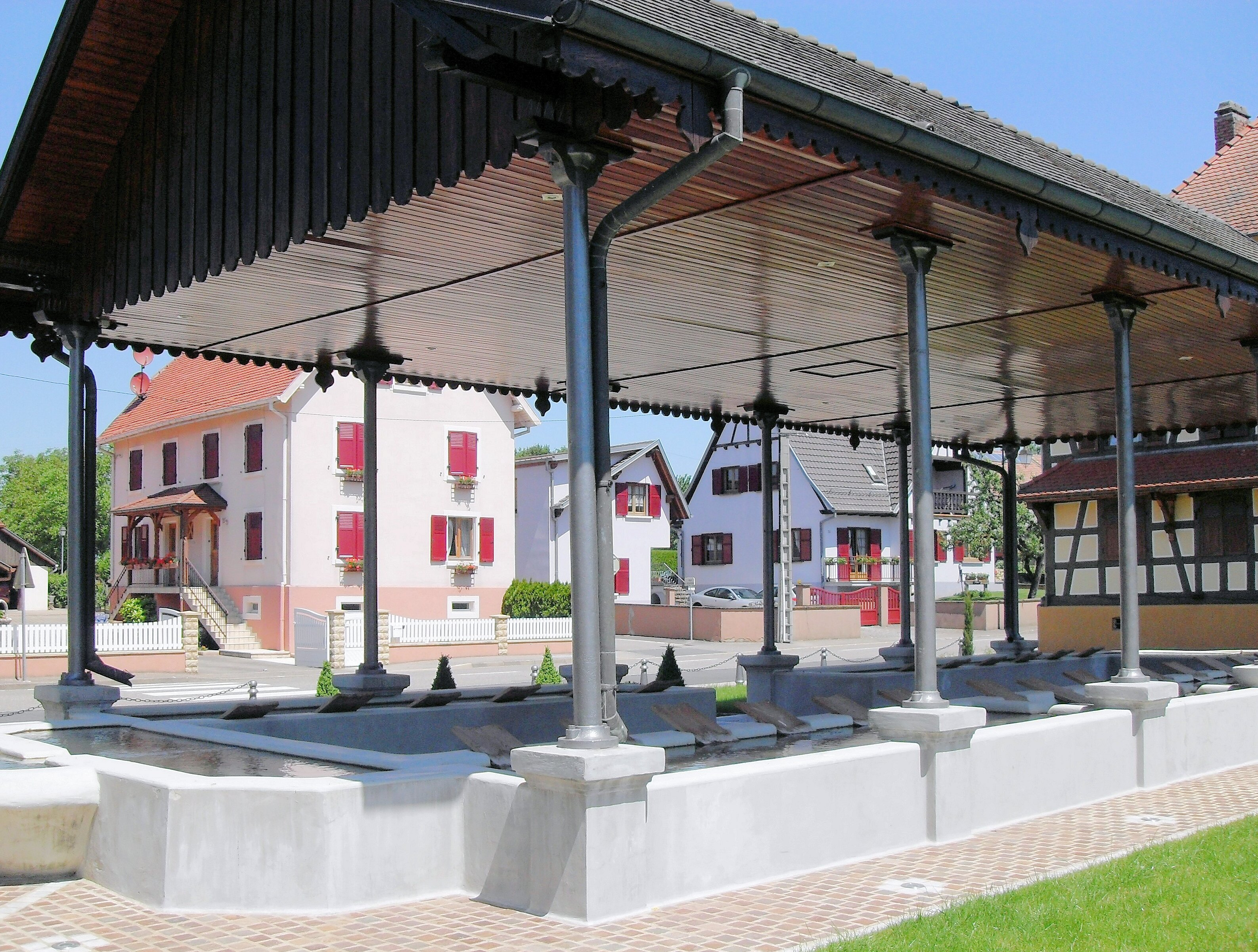
Lavoir in Balschwiller, Département Haut-Rhin
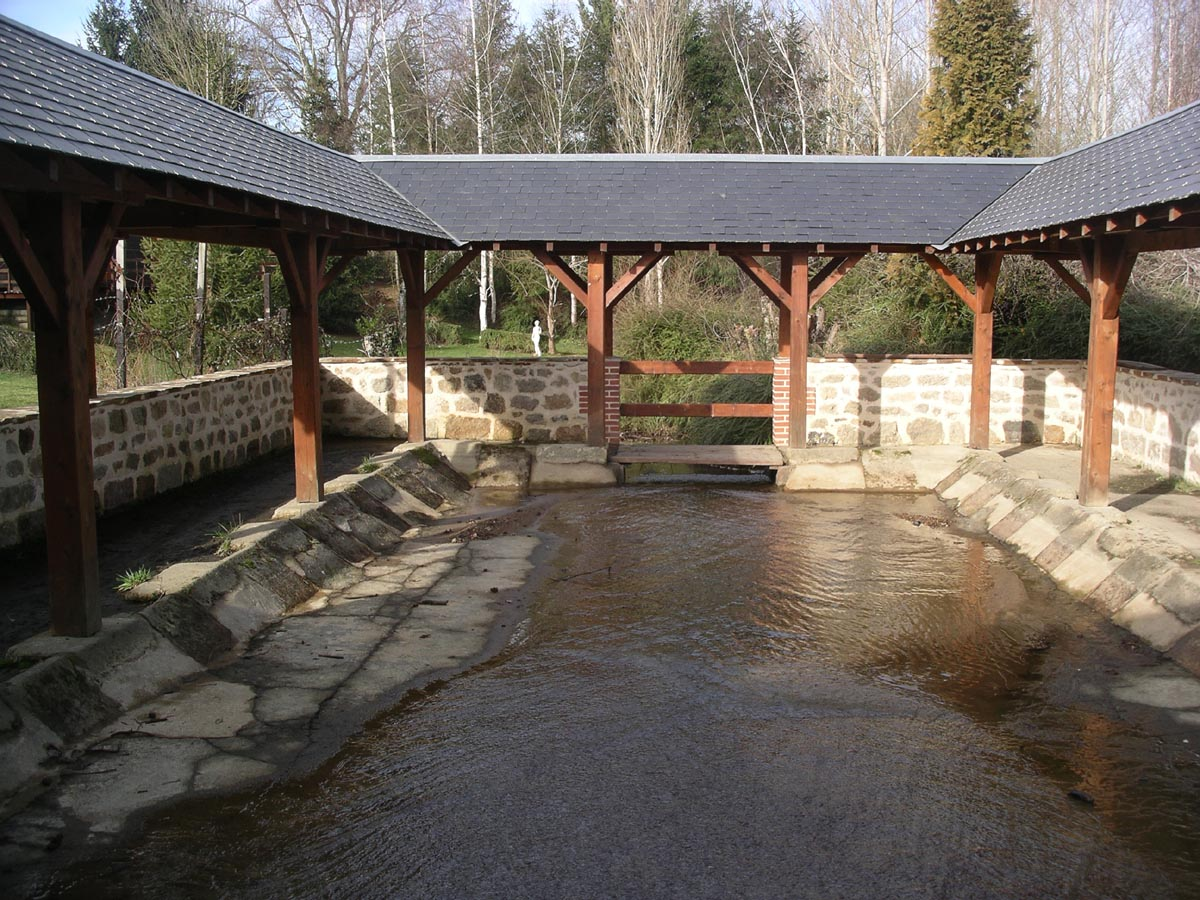
Lavoir in Bonnat, Département Creuse
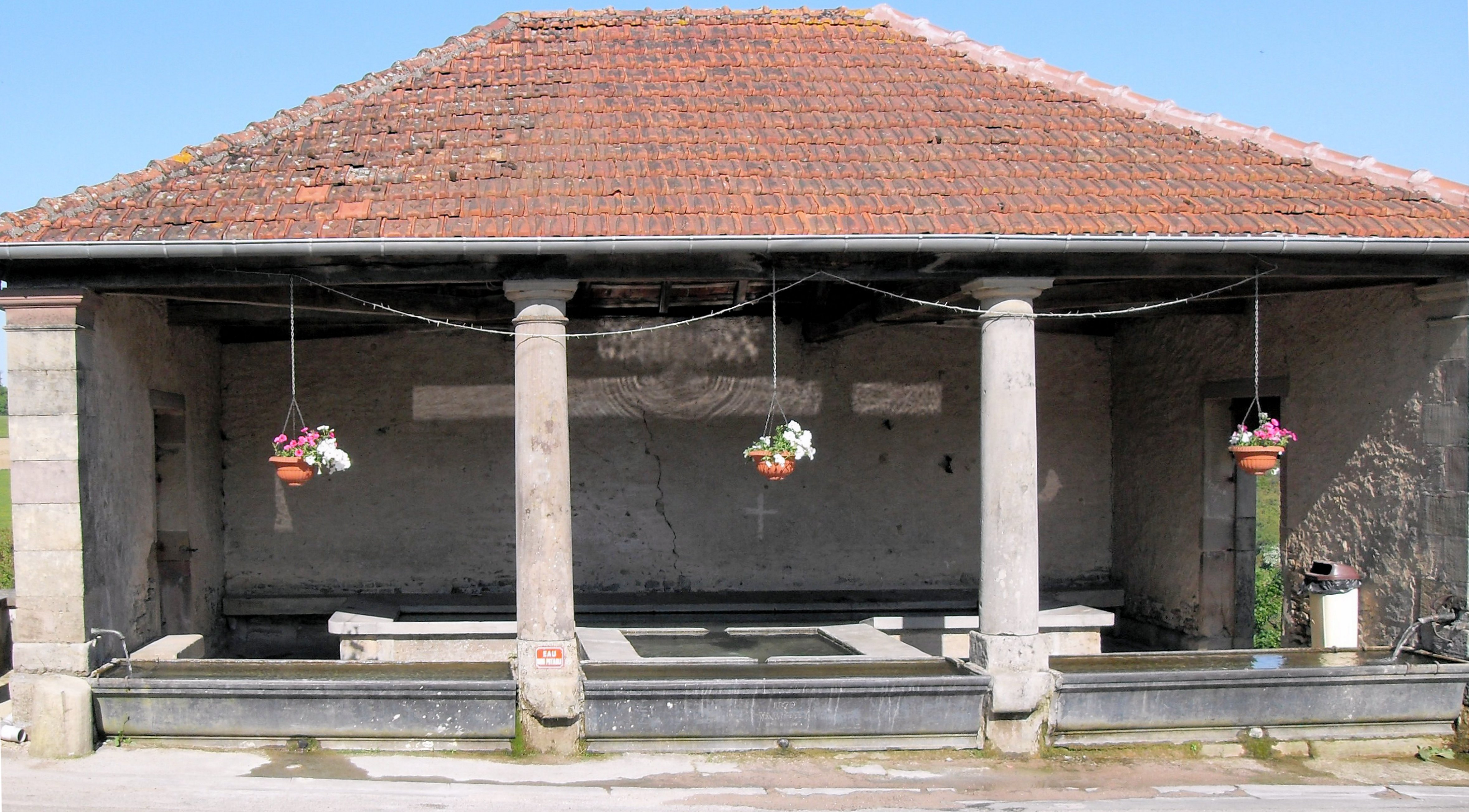
Lavoir in Frizon, Département Vosges
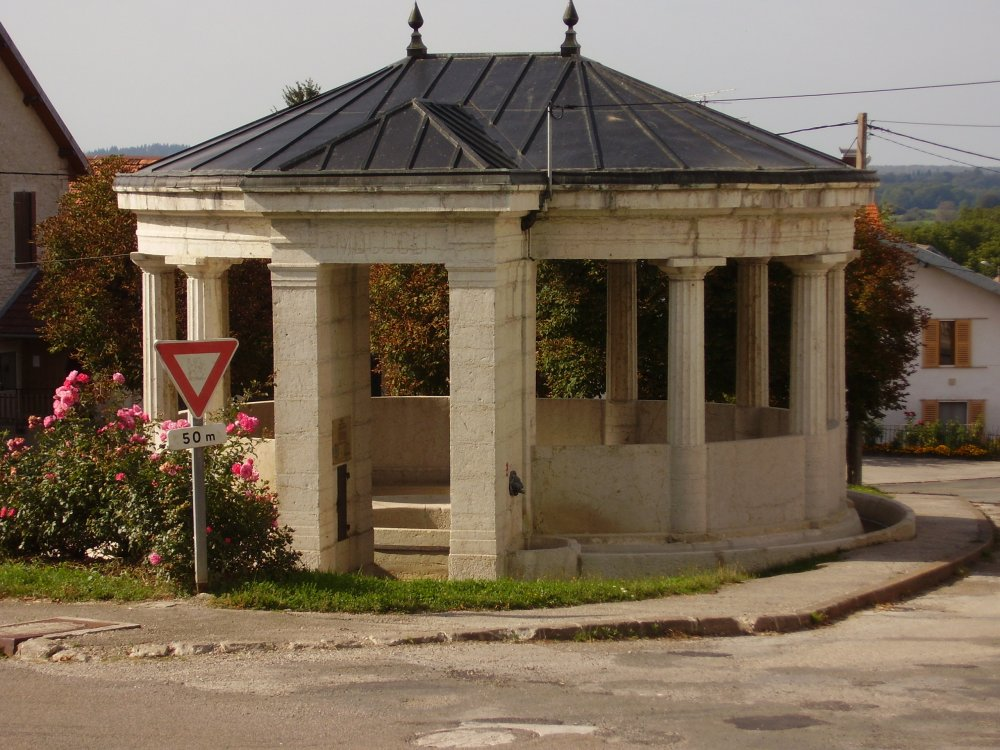
Waschhaus in Loray, Département Doubs
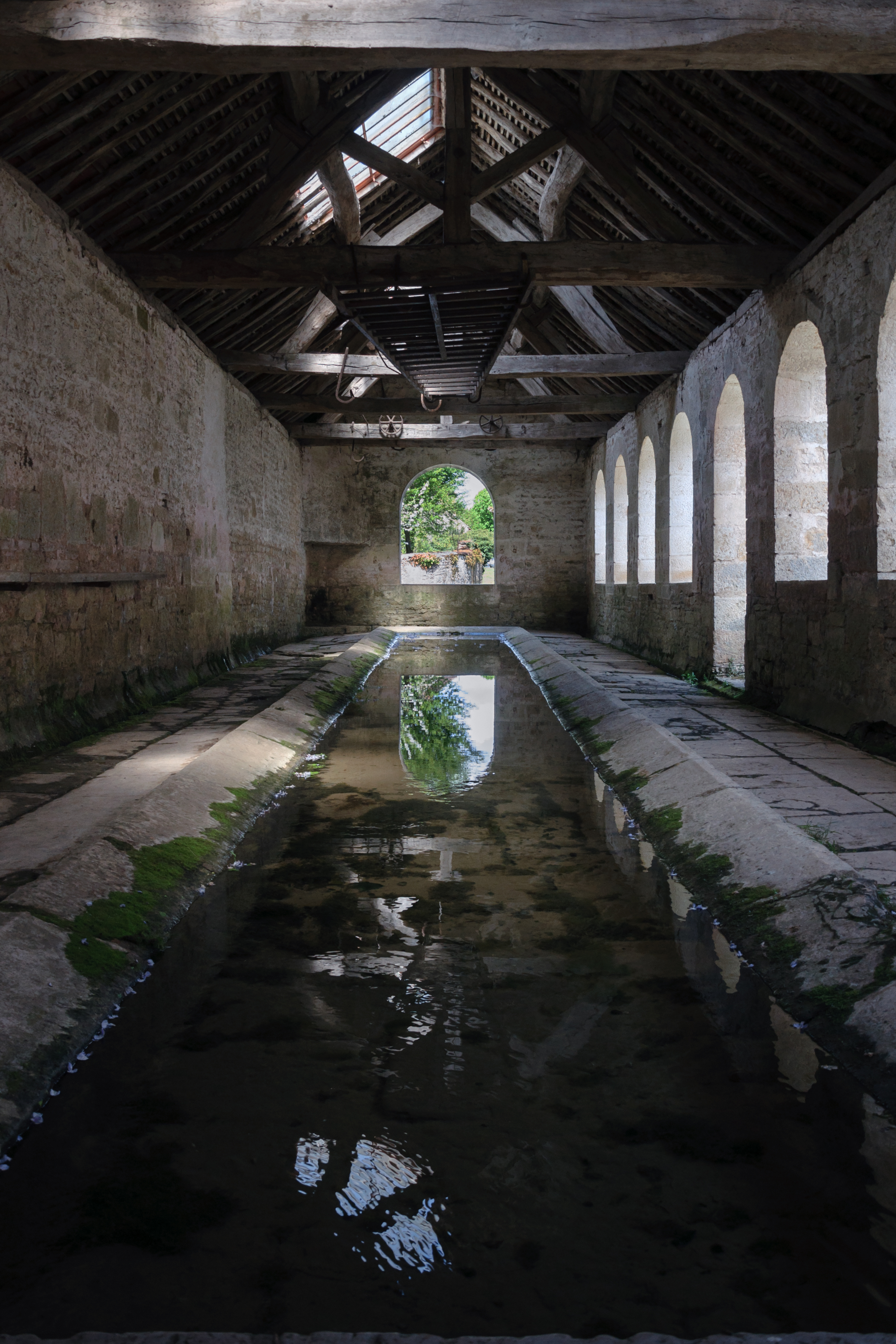
Lavoir in Noyers, Département Yonne
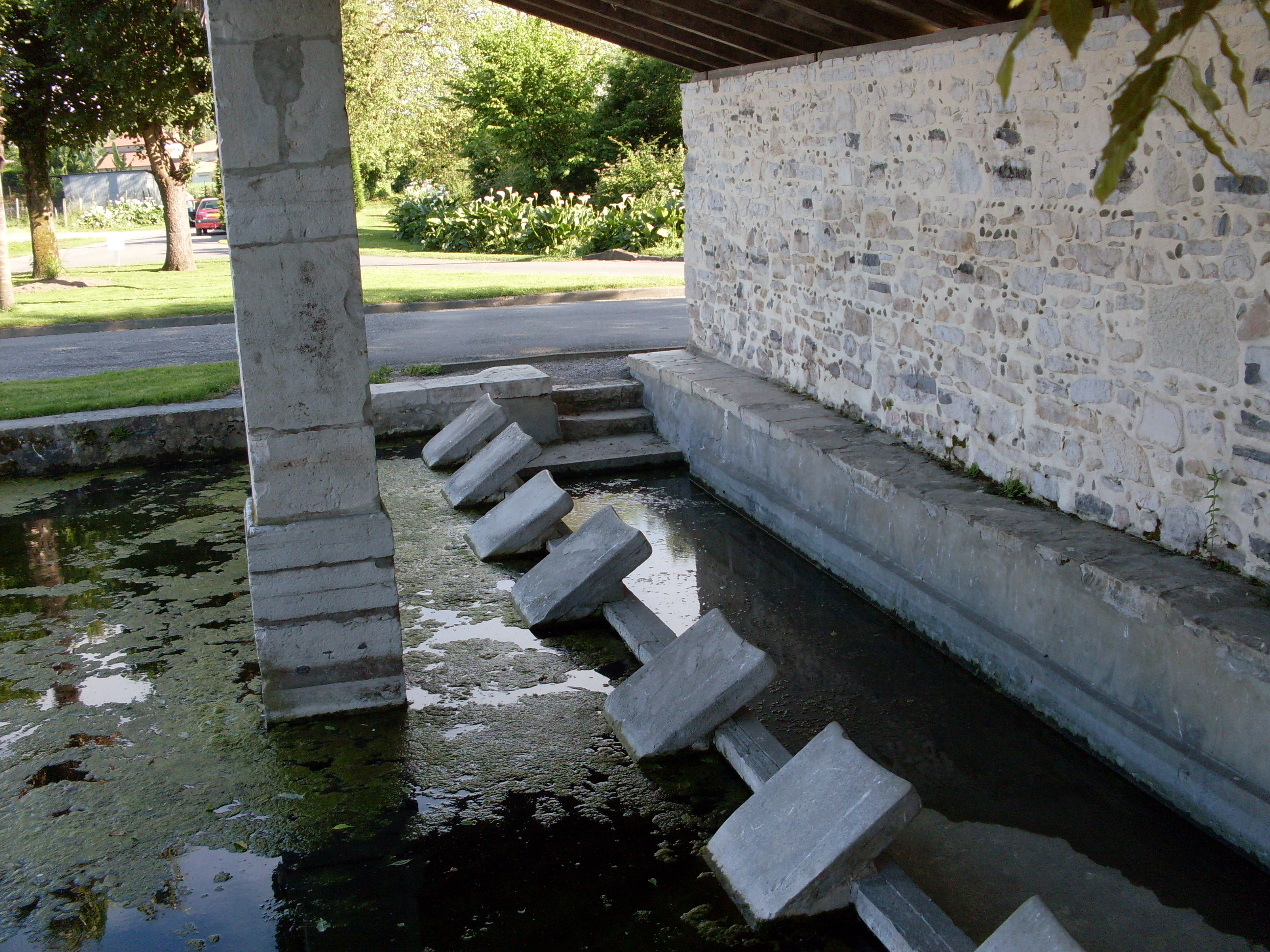
Waschsteine des Lavoirs in Orthevielle, Département Landes
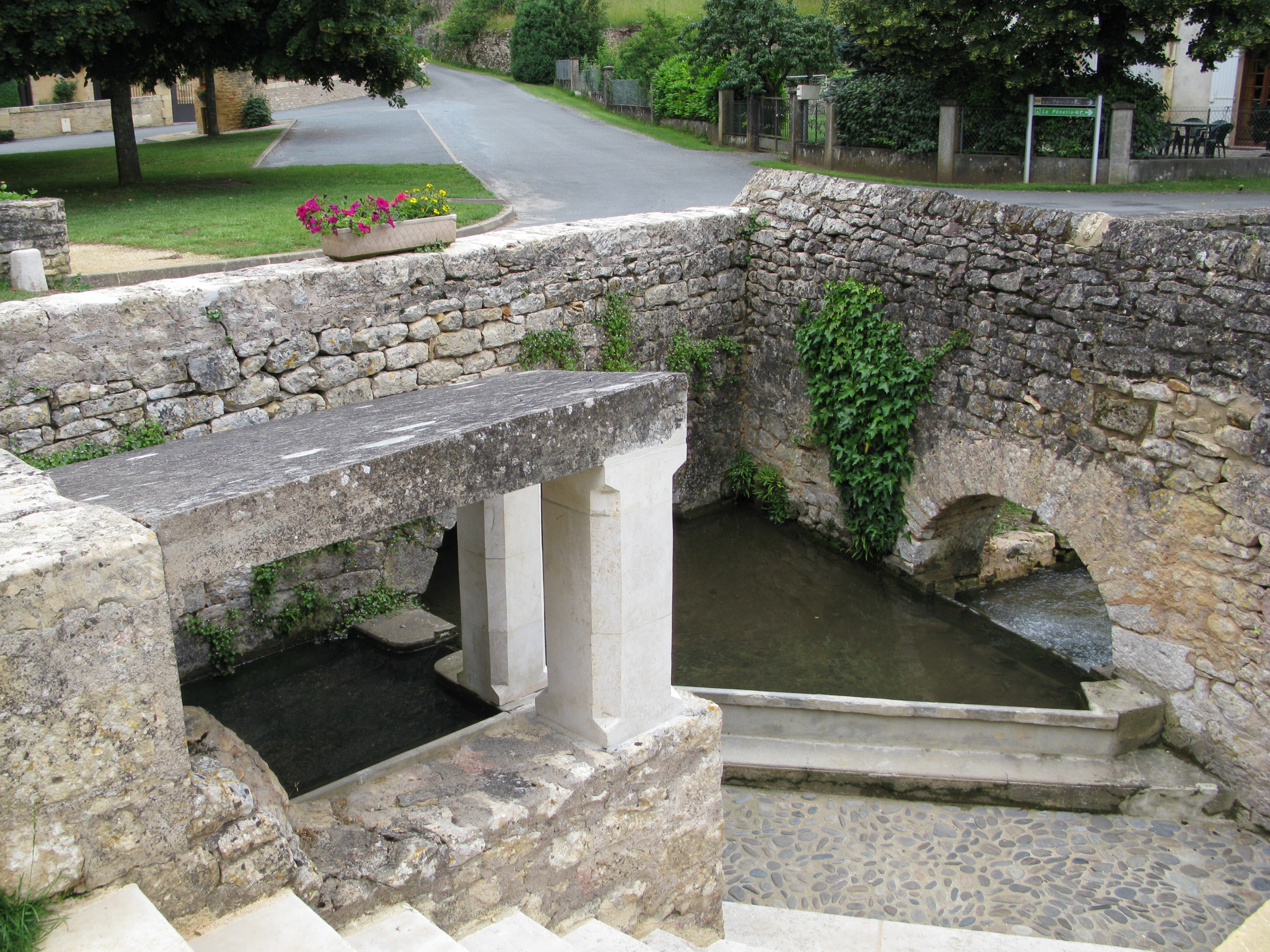
Lavoir in Paunat, Département Dordogne
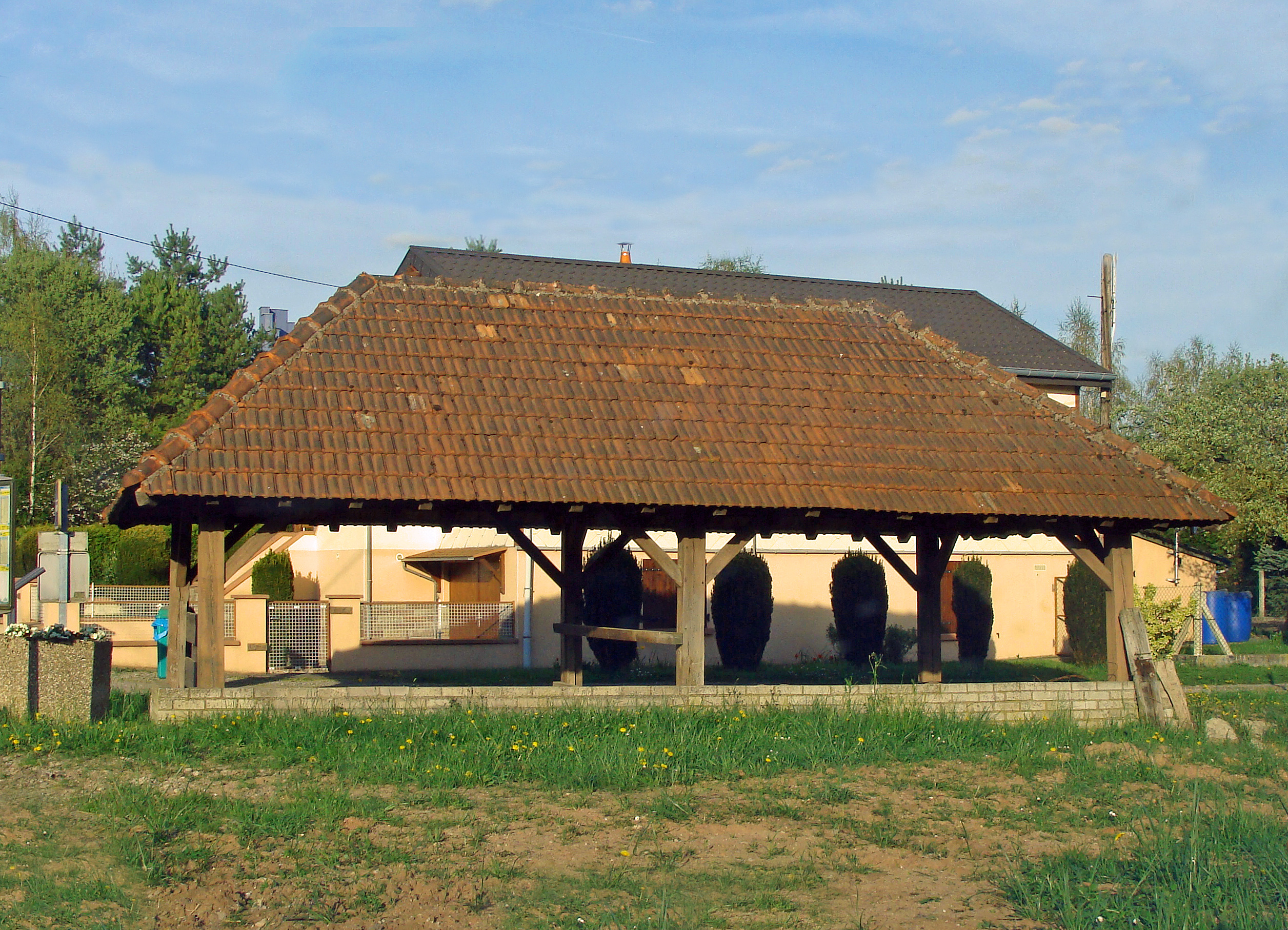
Ehemaliges Waschhaus in Sarralbe, Département Moselle
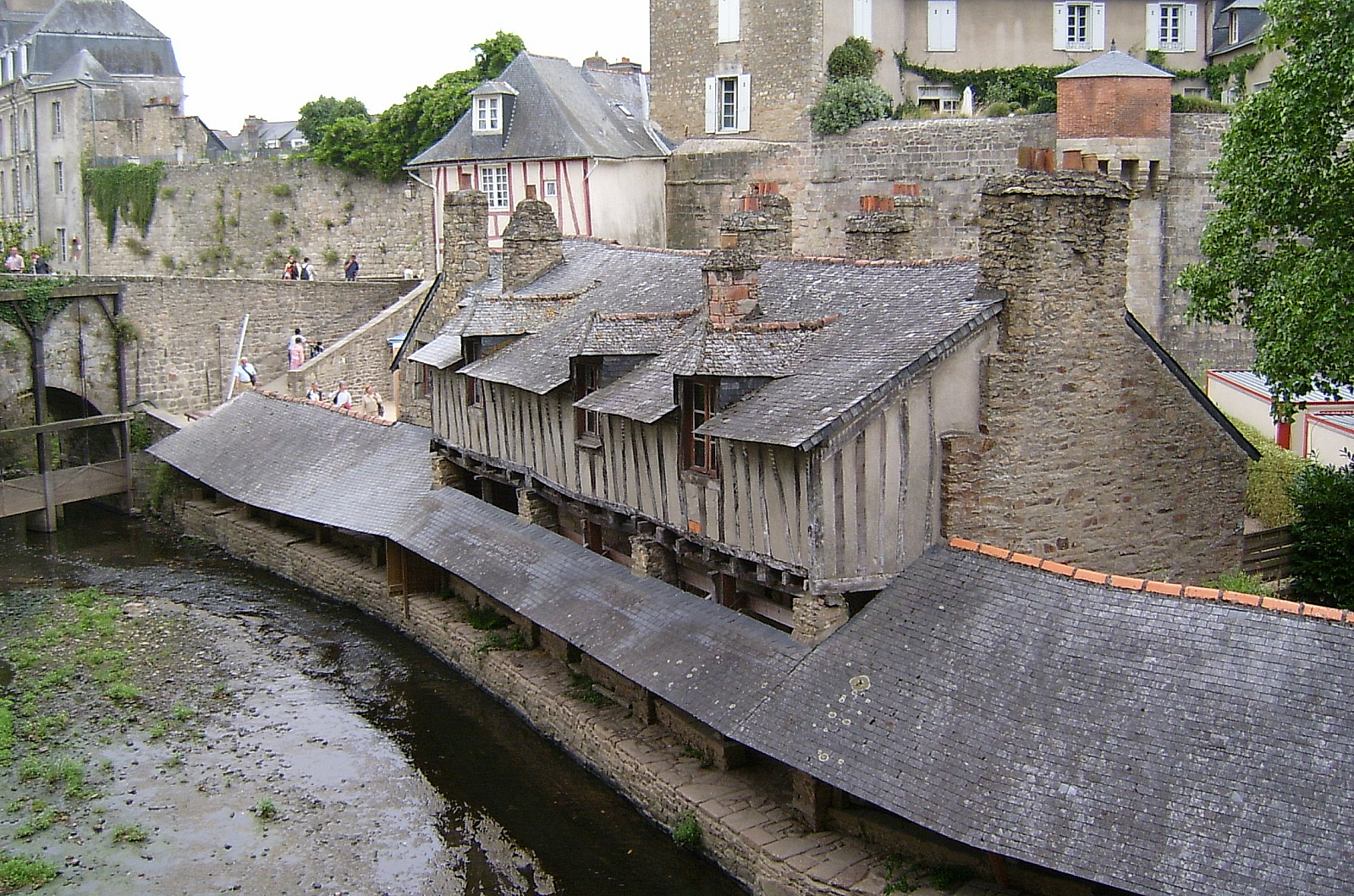
Waschhaus in Vannes, Département Morbihan
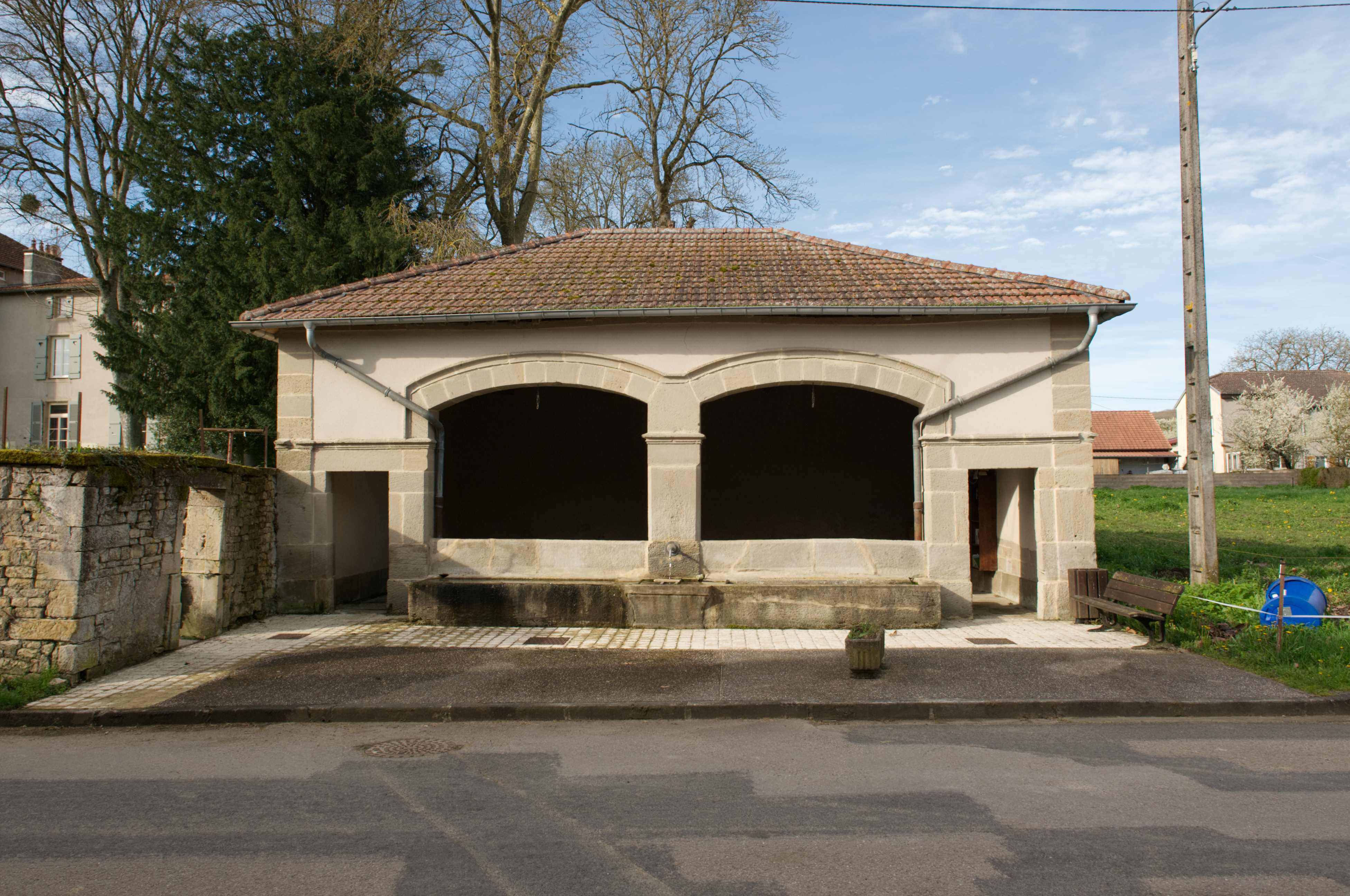
Waschhaus in Gemmelaincourt, Département Vosges